# Sătucu, Călărași
Sătucu (în trecut, Manciu) este un sat în comuna Sărulești din județul Călărași, Muntenia, România.